# Lazar Branković
Lazar Branković (1421. – 20. siječnja 1458.) srpski despot od 1456. do 1458. godine. Preuzeo je vlast nakon smrti oca Đurđa Brankovića 1456. godine. Bio je jedino muško dijete Đurđa Brankovića i Jerine Kantakuzin koje nije bilo osljepljeno.
Njegova kratka vladavina bila je obilježena sukobima s majkom i braćom. Godine 1457. zakleo se na vjernost osmanskom sultanu Mehmedu II. 
Pošto nije imao muške djece, nakon njegove smrti nastupio je interregnum koji je okončan vjenčanjem njegove najstarije kćerke sa Stjepanom Tomaševićem.
Bio je oženjen Jelenom Paleolog od 1446. godine do svoje smrti. S njom je imao tri kćerke: kasniju posljednju bosansku kraljicu Jelenu Branković (Maru), Jerinu Branković, i Milicu Branković.